# Kölliken
Kölliken (gsw. Kölike) – gmina (niem. Einwohnergemeinde) w Szwajcarii, w kantonie Argowia, w okręgu Zofingen. Liczy 4 559 mieszkańców (31 grudnia 2020). Leży nad rzeką Uerke. Przez gminę przebiega droga główna nr 1.

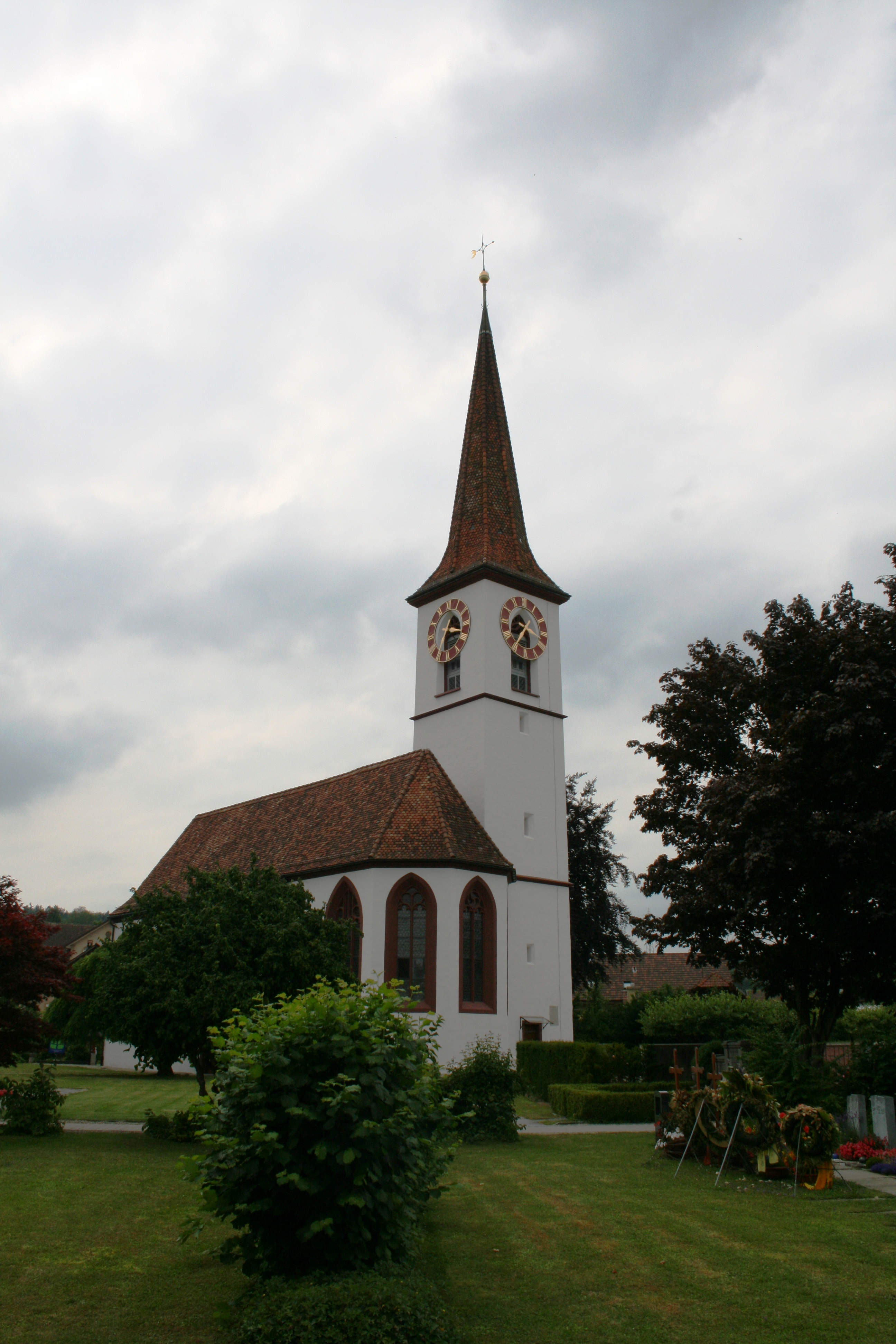
Kościół Reformowany

## Osoby

### urodzone w Kölliken
- DJ BoBo, producent muzyczny